# John Sullivan (jezuita)
John Sullivan (ur. 8 maja 1861 w Dublinie, zm. 19 lutego 1933 tamże) – irlandzki jezuita, błogosławiony Kościoła katolickiego.

## Biografia
Był synem Edwarda Sullivana, który później został Lordem Kanclerzem Irlandii. Ojciec, jako irlandzki anglikanin, wychowywał swoich synów w tradycji protestanckiej, ale matka Johna, Elizabeth Josephine Bailey, była katoliczką. W 1879 r. John Sullivan rozpoczął studia klasyczne w Trinity College w Dublinie, gdzie w 1885 r. otrzymał złoty medal "Gold Medal in Classics". W 1896 r. zmienił wyznanie i został przyjęty do kościoła rzymskokatolickiego, a 28 lipca 1907 r. wyświęcono go na kapłana. Szczególnie troszczył się o chorych i potrzebujących. W 1929 r. podupadł na zdrowiu, a w 1933 r. zachorował na gangrenę jelita, przez co zmarł 19 lutego. W 2014 r. papież Franciszek ogłosił dekret o heroiczności jego cnót.
Jego beatyfikacja odbyła się 13 maja 2017 r. w Dublinie.